# Psycho Village
Psycho Village ist eine österreichische Rockband.

## Geschichte
Psycho Village wurde 2009 vom damals 15-jährigen Daniel Kremsner, Sänger und Gitarrist der Band, gegründet. Nach ca. 60 Konzerten begann 2012 die Zusammenarbeit mit dem Produzenten Gwenael Damman (u. a. Christina Stürmer, Nina Hagen). Ende 2012 und Anfang 2013 tourte die dreiköpfige Band durch Österreich („XXX“-Tour). 2013 wurde die Single It’s Okay in Österreich veröffentlicht. Am 5. April stieg der Song in die offiziellen österreichischen Charts – Ö3 Austria Top 40 – auf Platz 62 ein und erreichte Platz 32.
Das Album Selfmade Fairytale – Part 1 wurde am 30. Mai 2014 veröffentlicht und erhielt positive Kritiken. Die Single Perfect stieg auf Platz 1 der österreichischen Rock-Charts ein und auf Platz 3 der iTunes- und Downloadcharts in Österreich. Perfect erreichte Platz 30 der österreichischen Albumcharts.
Auf der Selfmade Fairytale Tour 2014 spielte Psycho Village ausverkaufte Konzerte in Österreich und trat beim Sziget Festival in Ungarn auf, sowie dem Donauinselfest in Wien.
Im Oktober wurde Through My Eyes als nächste Single veröffentlicht und war zwei Wochen auf Platz 1 der iTunes- und Download Charts in Österreich. Einen Monat später startete Psycho Village eine gemeinsame Österreichtour mit Excuse Me Moses.
Anfang 2015 spielte Psycho Village neun Konzerte im Rahmen der Spring Break Festival Tour, welche von Welle 1 Music Radio unterstützt wurde. Neben weiteren Konzerten in Österreich, spielte Psycho Village Anfang 2016 eine erste Deutschland Tour mit Konzerten in München, Stuttgart, Nürnberg und Frankfurt.
Im August wurde die Single Time Of Our Lives feat. GuGabriel veröffentlicht. Zwischen Oktober 2016 und März 2017 spielte Psycho Village eine weitere Tournee mit 16 Konzerten in Deutschland und sechs Konzerten in Österreich. Im Mai und Juni spielten Psycho Village als Vorband für The Creepshow aus Kanada auf deren EU-Tour und im Juni und August als Vorband für Fates Warning aus den USA auf deren Theories of Flight Tour. Neben einer drei Wochen langen Deutschland Tour spielte die Band als Vorband auf der ganzen Europe und UK-Tour der US-Band Nothing More im Oktober und November 2017 18 Konzerte.

## Diskografie

### Alben
- 2019: Unstoppable
- 2024: Fragile

### EPs
- 2014: Selfmade Fairytale – Part 1

### Musikvideos
| Jahr | Lied                | Produzent                  | Album                     |
| ---- | ------------------- | -------------------------- | ------------------------- |
| 2013 | It’s Okay           | Daniel Kremsner            | Selfmade Fairytale Part 1 |
| 2014 | Perfect             | Daniel Kremsner / Mr Cutty | Selfmade Fairytale Part 1 |
| 2014 | Without You         | Daniel Kremsner            | Selfmade Fairytale Part 1 |
| 2014 | Through My Eyes     | Daniel Kremsner / Mr Cutty | Selfmade Fairytale Part 1 |
| 2016 | Time Of Our Lives   | Daniel Kremsner            |                           |
| 2017 | Half Caste Symphony | Daniel Kremsner            | Selfmade Fairytale Part 1 |
| 2018 | Cant You See        | Daniel Kremsner            | Selfmade Fairytale Part 1 |

## Ehrungen und Auszeichnungen
| Jahr | Nominierter                | Award                          | Kategorie                           | Ergebnis  |
| ---- | -------------------------- | ------------------------------ | ----------------------------------- | --------- |
| 2011 | Goodbye (Psycho Village)   | Happyfan&Goitzsche Radio Award | Bester Song                         | Gewonnen  |
| 2012 | Psycho Village             | Austrian Newcomer Award        | U21                                 | Nominiert |
| 2013 | It’s Okay (Psycho Village) | Happyfan&Goitzsche Radio Award | Bester Song                         | Nominiert |
| 2014 | Psycho Village             | Austrian Newcomer Award        | Austrian Newcomer 2014              | Nominiert |
| 2015 | Psycho Village             | GoTV Local Hero Wahl           | beste österreichische Band/Act 2014 | Nominiert |
| 2015 | Psycho Village             | Austrian Newcomer Award        | Austrian Newcomer 2015              | Nominiert |
| 2015 | Psycho Village             | Rockvideos.at                  | Beste Live-Band Österreichs         | Nominiert |
| 2016 | Psycho Village             | Cool Music Award 2016          | Wildcard                            | Nominiert |